# Cura-me - Collection (Ao Vivo)
Cura-me - Collection (Ao Vivo) é o terceiro álbum de vídeo da cantora Fernanda Brum, gravado e lançado no ano de 2009, sendo o registro em DVD do álbum Cura-me. O DVD recebeu certificado de disco de ouro pela ABPD.

## Produção
DVD "Cura-me" de Fernanda Brum, é o terceiro trabalho audiovisual da cantora. O projeto intimista, idealizado por Fernanda e dirigido por Marina de Oliveira, proporcionou que a adoradora e pastora ficasse bem perto das pessoas para ministrar cura emocional, física, renovo espiritual, libertação de mágoas e feridas do passado e do presente.

## Faixas
- 1. Marcas (Ao Vivo)
- 2. Alguém (Ao Vivo)
- 3. Adorai, Adonai (Ao Vivo)
- 4. Por Um Momento Assim (Ao Vivo)
- 5. Canal do Perdão (Ao Vivo)
- 6. Encenação Teatral (Ao Vivo)
- 7. Como Se Cura a Ferida (Ao Vivo)
- 8. Coração Que Sangra (Ao Vivo)
- 9. Aborto Não (Introdução) (Ao Vivo)
- 10. Aborto Não (Ao Vivo)
- 11. Em Meio ao Furacão (Ao Vivo)
- 12. Não é Tarde (Ao Vivo)
- 13. Fui Ungido (Ao Vivo)
- 14. Alta Madrugada (Ao Vivo)
- 15. Sobrenatural (Ao Vivo)
- 16. Cura-me (Ao Vivo)